# Gare d'Avignonet
La gare d'Avignonet est une gare ferroviaire française de la ligne de Bordeaux-Saint-Jean à Sète-Ville, située à proximité du village centre, sur le territoire de la commune d'Avignonet-Lauragais, dans le département de la Haute-Garonne, en région Occitanie.
Elle est mise en service en 1857 par la Compagnie des chemins de fer du Midi et du Canal latéral à la Garonne.
C'est une halte de la Société nationale des chemins de fer français (SNCF), desservie par des trains TER Occitanie circulant sur l'axe Toulouse - Narbonne - Perpignan.

## Situation ferroviaire
Établie à 188 mètres d'altitude, la gare d'Avignonet est située au point kilométrique (PK) 296,463 de la ligne de Bordeaux-Saint-Jean à Sète-Ville, entre les gares ouvertes de Villefranche-de-Lauragais et de Castelnaudary.

## Histoire
La Compagnie des chemins de fer du Midi et du Canal latéral à la Garonne met en service la section de Toulouse à Béziers et la gare d'Avignonet le 22 avril 1857.
Le bâtiment voyageurs, revendu[Quand ?] à un particulier, est désormais une habitation privée.

## Fréquentation
En 2014, selon les estimations de la SNCF, la fréquentation annuelle de la gare était de 26 334 voyageurs.
De 2015 à 2023, selon les estimations de la SNCF, la fréquentation annuelle de la gare s'élève aux nombres indiqués dans le tableau ci-dessous :
| Année           | 2015   | 2016   | 2017   | 2018   | 2019   | 2020   | 2021   | 2022   | 2023   |
| --------------- | ------ | ------ | ------ | ------ | ------ | ------ | ------ | ------ | ------ |
| Voyageurs seuls | 28 211 | 26 652 | 26 703 | 17 746 | 20 463 | 15 673 | 19 623 | 25 351 | 31 507 |

## Service des voyageurs

### Accueil
Halte SNCF, c'est un point d'arrêt non géré (PANG) à entrée libre.
Les quais se trouvent à l'arrière de l'ancien bâtiment voyageurs et sont accessibles depuis le passage à niveau voisin de la halte.

### Desserte
Avignonet est desservie par des trains régionaux TER Occitanie, qui effectuent des missions omnibus entre les gares de Toulouse-Matabiau et de Carcassonne ou Narbonne.
La gare est desservie à raison d'un train par heure en heures de pointe, et d'un train toutes les deux heures en heures creuses. Le service se résume à quelques trains par jour le week-end. Le temps de trajet est d'environ 40 minutes depuis Toulouse-Matabiau et 1 heure depuis Narbonne.
Certains trains sont prolongés, le week-end, jusqu'à Cerbère ou Portbou.

### Intermodalité
Le stationnement des véhicules est possible à côté du passage à niveau (terrain aménagé), ou encore sur le parking du terrain de sport situé à proximité.